# Zacarías López
Zacarías Orlando López González (Arica, 30 giugno 1998) è un calciatore cileno, portiere dell'Dep. Antofagasta in prestito dall'Huachipato.